# Jahangir-Mausoleum

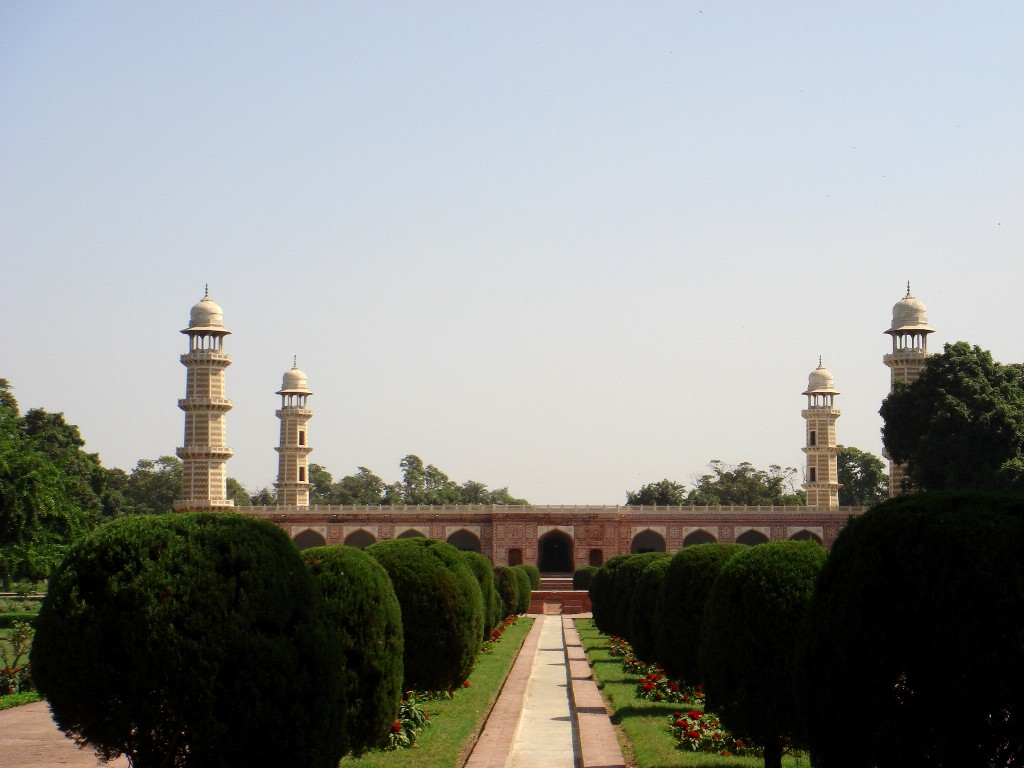
Jahangir-Mausoleum, Lahore (Pakistan). Der breitgelagerte Grabbau mit seinen vier Eckminaretten steht im Zentrum einer großen Gartenanlage im persischen Stil (Char-Bagh).

Das Grabmal für den 4. Mogulherrscher Nuruddin Shah Jahangir Padshah Ghazi (reg. 1605–1627) ist eins der flächenmäßig größten Mausoleen der Mogulzeit.

## Lage
Das Mausoleum befindet sich etwa 5 km nördlich der Stadt Lahore (Pakistan) in der ausgedehnten Parkanlage Shahdara Bagh (Urdu شاہدرہ باغ DMG Šāhdara Bāġ) im persischen Stil. Ca. 1 km westlich des Jahangir-Mausoleums erhebt sich der – ebenfalls nur eingeschossige – Grabbau für seine Hauptfrau Nur Jahan; angeblich waren beide Mausoleen durch einen unterirdischen Tunnel miteinander verbunden.

## Geschichte
Nach dem Tod des Herrschers wurde der Bau in den Jahren 1627 bis 1637 von seiner Witwe Nur Jahan und seinem Sohn und Nachfolger Shah Jahan erbaut. Das Mausoleum ist permanent durch Erdbeben und Hochwasser des nahegelegenen Flusses Ravi gefährdet und wurde bereits mehrfach restauriert.

## Park und Moschee
Vor dem Eingangsportal zum eigentlichen Mausoleumsbezirk liegt ein großes, quadratisches und von zahlreichen Arkadenbögen gesäumtes Geviert, an dessen Westseite eine Moschee mit großem Mittelportal und zwei kleineren Seitenportalen steht; in dieser konnten die Gläubigen bei ihren üblicherweise länger dauernden Besuchen ihre – vom Koran mehrmals täglich vorgeschriebenen – Gebete verrichten.

## Architektur
In ihrem Kern bestehen alle Bauten des Jahangir-Mausoleums aus vor Ort gebrannten und vermauerten Ziegelsteinen. Sichtbar sind jedoch nur die Verkleidungen aus roten Sandstein- und weißen Marmorplatten, die über eine Entfernung von ca. 700 km aus dem Osten Rajasthans hierhin transportiert wurden.

### Torbau

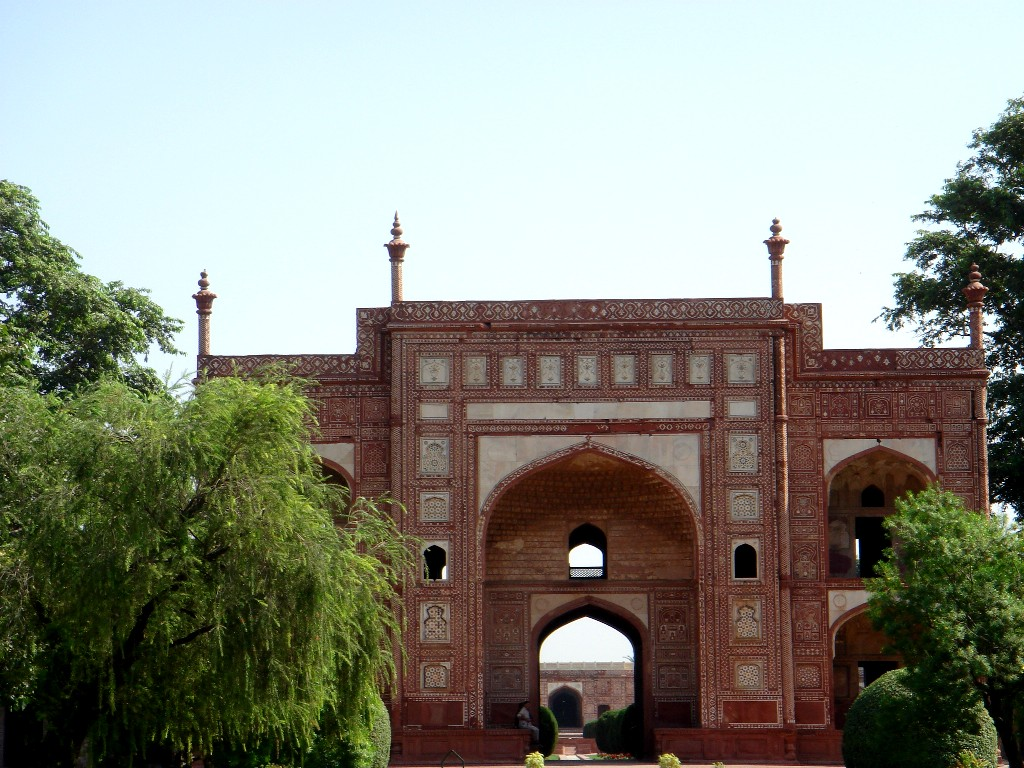
Jahangir-Mausoleum, Torbau

Der Torbau des Mausoleums mit seinem großen zentralen Portal (iwan) und den vier seitlichen Begleitemporen ist im Mogulstil ausgeführt. Auf dem Dach fehlen allerdings die sonst üblichen Chhatri-Aufsätze – stattdessen finden sich kleine Türmchen in den Ecken des Bauwerks. Der bei Torbauten übliche Zinnenkranz ist durch rote Steinplatten mit einem zinnenähnlichen Ornament aus weißen Marmorintarsien ersetzt. Aus der Ferne scheint der Bau lediglich aus rotem Sandstein zu bestehen – erst in der Nähe tritt das Dekor deutlicher hervor: Die seitlichen Schmuckfelder des Torbogens beinhalten geometrische Steinintarsien aus weißem Marmor – die oberen enthalten dagegen Vasen- und Blumenmotive. Der Grabbau ist von vier Seiten über breite – gegenüber dem Gartenniveau erhöhte – Wege mit eingebetteten geradlinigen Wasserkanälen und seitlichen Blumenbeeten erreichbar.

### Grabmonument
Die – wie eine Plattform ohne Aufbauten wirkende – Architektur des Jahangir-Mausoleums orientiert sich sowohl am Grabbau seines Vaters Akbar in Sikandra (Indien) als auch am Grabmal seiner Schwiegereltern, dem Itimad-ud-Daula-Mausoleum in Agra (Indien).

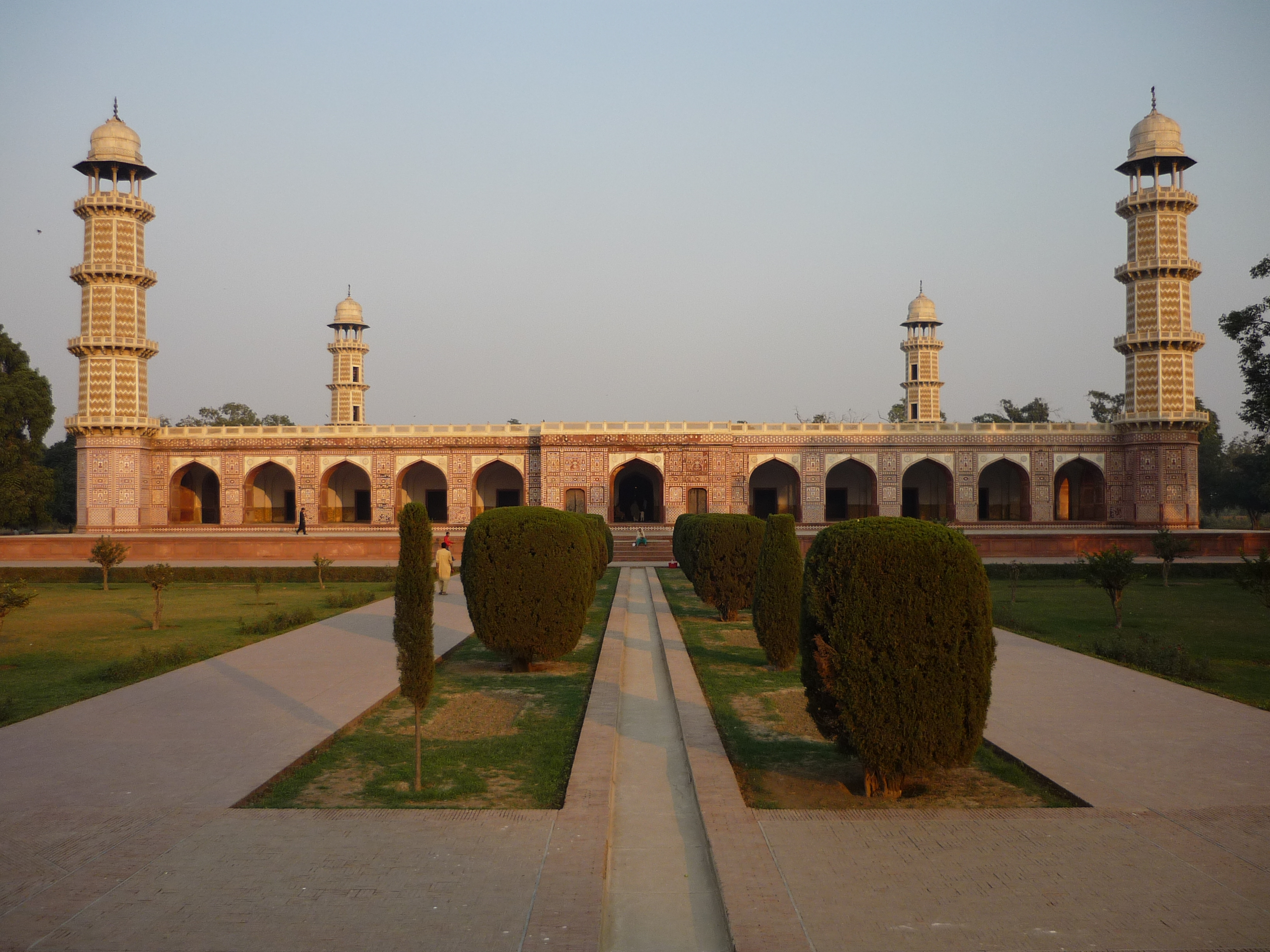
Jahangir-Mausoleum, Lahore (Pakistan). Der zentrale marmorne Dachpavillon wurde im 19. Jh. entfernt. Der den Grabbau umgebende Garten mit seinen geradlinig verlaufenden Wasserkanälen und Blumenbeeten ist als irdisches Abbild des den Gläubigen vom Koran in Aussicht gestellten Paradieses zu verstehen.

#### Außenbau
Auf den ersten Blick auffällig ist die enorme Breite des Bauwerks (ca. 84 × 84 m) mit vier begrenzenden Minaretten mit Chhatri-Aufsätzen in den Ecken. Die Mitte des Baus wurde ursprünglich betont durch einen – im 19. Jahrhundert entfernten – marmornen Pavillon, von dem keine Abbildungen mehr existieren, der sich jedoch wahrscheinlich an ähnlichen Konstruktionen auf dem Akbar-Mausoleum und dem Itimad-ud-Daula-Mausoleum orientierte. Auch die ansonsten in der Mogularchitektur obligatorischen Pavillonaufsätze (chhatris) fehlen – stattdessen ist die riesige Dachfläche flachgedeckt und hat lediglich eine aus weißen Marmor-Gittern (jalis) bestehende umlaufende Brüstung.
Das Grabmal ist flächendeckend mit roten Sandsteinplatten aus der Gegend um Fatehpur Sikri, Rajasthan verkleidet, in die eine Vielzahl von Dekorfeldern mit geometrischen und floralen Motiven aus weißen Marmorintarsien eingearbeitet ist. In den Bogenzwickeln über den elf großen Arkadenöffnungen finden sich plastisch gearbeitete Rosetten aus weißem Marmor.
Die Dekoration der oberen drei Geschosse der oktogonalen Minarette unterscheidet sich deutlich vom Unterbau: Auf den Turmschäften sind Zackenornamente aus gelbem, weißem und rotem Stein angebracht, wodurch sich – vor allem in Untersicht – eine beinahe plastische Wirkung ergibt.

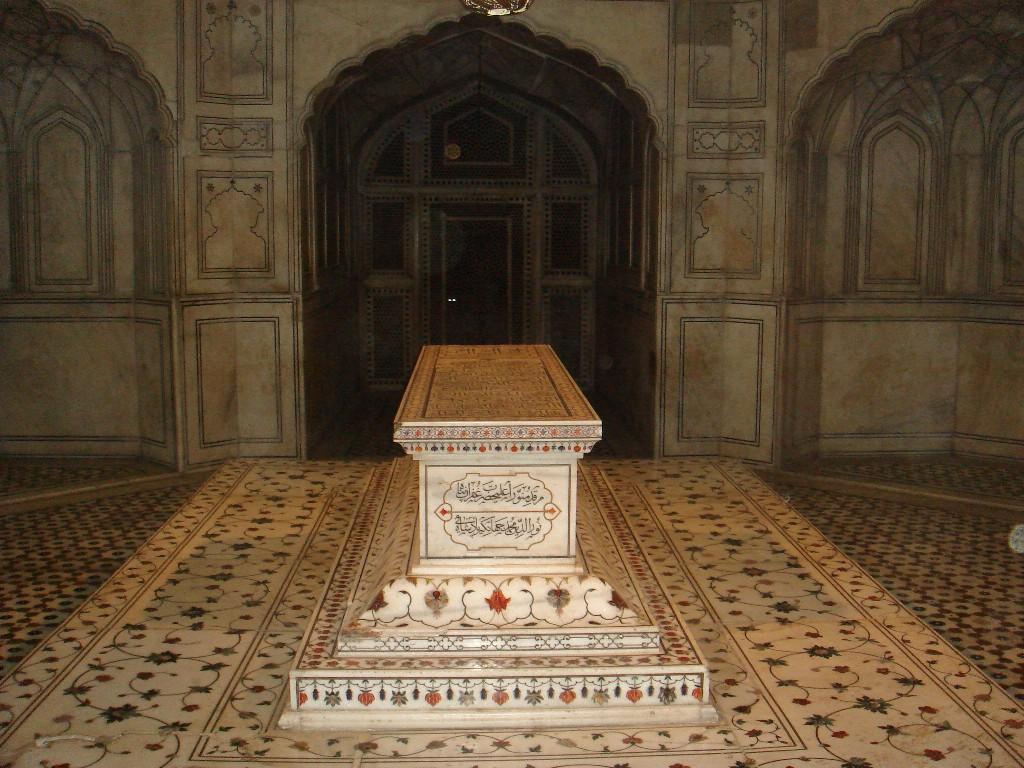
Innenraum mit dem reich dekorierten Kenotaph Jahangirs

#### Innenraum
Der Vorraum (Vestibül) zum eigentlichen Grabraum ist überreich mit floralen Stuckarbeiten und Malereien geschmückt. Der Grabraum selbst enthält nur das Kenotaph des verstorbenen Herrschers und ist weitaus zurückhaltender gestaltet: Die Wände und die großen Wandnischen sind durchgängig mit weißen Marmorplatten verkleidet, in die eher einfache Dekormotive aus schwarzem Marmor eingelegt sind.
Der Fußboden des Grabraums und der seitlichen Nischen ist mit einem geometrischen und potentiell unendlichen Muster ausgelegt. Das Kenotaph selbst – eines der schönsten der Mogulzeit – ruht auf einer leicht erhöhten und mit Arabeskenmotiven geschmückten Plinthe; mit seinem überreichen Dekor in Form von Inschriften, Blumengirlanden und kleinen Flechtbandornamenten – allesamt in Pietra dura-Technik – weist es voraus auf die beiden Kenotaphe des Taj Mahal. Das eigentliche Grab Jahangirs liegt jedoch – wie üblich – unterhalb des Bodenniveaus.

## Bedeutung
Das Jahangir-Mausoleum ist – abgesehen von dem in der Nähe gelegenen Grabmal seiner Lieblingsfrau Nur Jahan – das einzige bedeutende Mogul-Grabmal im heutigen Pakistan. Durch die fehlende Betonung der Mitte erscheint das Bauwerk – nach dem Abriss des marmornen Dachaufsatzes – gegenüber seinen Vorgänger- und Nachfolgebauten eher unausgewogen und unharmonisch.
Erstmals bei einem Mogul-Grabmal wurden jedoch vier Minarette in den Ecken des Bauwerks platziert; eine Idee, die voraus weist auf das nur wenige Jahre später begonnene Taj Mahal.